# Dictionnaire du monde rural
Le Dictionnaire du monde rural. Les mots du passé est un livre publié en 1997 par l'historien Marcel Lachiver. Il réunit et définit environ 50 000 mots du vocabulaire rural français d'avant les années 1950. 
Bien accueilli par les médias et les historiens, il est considéré comme un ouvrage de référence.

## Un projet important
Le Dictionnaire du monde rural est un projet individuel réalisé par l'historien ruraliste et démographe Marcel Lachiver et commencé dès sa jeunesse, en 1947. En un volume de 1766 pages paru en 1997, il réunit environ 45 000 mots, 38 000 dans les entrées et près de 7 000 variantes. La seconde édition, en 2006, rassemble plus de 55 000 termes et Marcel Lachiver la considère alors comme définitive. C'est un travail considérable, surtout pour une personne seule, alors que ce type d'entreprise est souvent réalisé en équipe.
Selon Marcel Lachiver lui-même, les mots définis concernent « tout ce qu'ont pu voir, toucher, produire, utiliser les paysans de jadis et de naguère, en gros du XIIIe siècle à 1950, et avec des mots français ». De fait, le Dictionnaire du monde rural touche à toutes les activités de la vie à la campagne : agriculture et élevage, jardinage, métiers, gestes et savoir-faire mais aussi animaux sauvages, forêt, chasse et pêche. Il évoque aussi les outils, les objets, les maisons, les propriétés, les mesures. Il montre ainsi la pluriactivité qui était la règle dans les campagnes.
Pour réunir et définir les entrées de son dictionnaire, Marcel Lachiver a dépouillé des centaines d'ouvrages : traités d'agronomie, dictionnaires, travaux d'érudits locaux, mais a également travaillé sur des documents d'archives. L'iconographie du volume a été constituée par Perrine Mane, chargée de recherche au CNRS.

## Vocabulaire, histoire et mémoire

### Un succès
Dès sa parution, la presse consacre des articles au Dictionnaire du monde rural et en souligne les aspects mémoriels. Selon Jean-Baptiste Harang, dans l'article qu'il consacre à Marcel Lachiver dans Libération : 

« Son dictionnaire, plus qu'un usuel, est un témoin d'une langue morte, jeune morte encore toute frémissante de la nostalgie des survivants. Il aime ses mots comme un berger qui aurait réussi à rassembler un troupeau oublié, il les connaît par leur nom, et comme tout bon pasteur il préfère les brebis les mieux égarées. »

Yves Stavridès, dans L'Express, est encore plus lyrique :

« Son Dictionnaire du monde rural est le mémorial de notre identité, un bouquet de poésie, de drôlerie, de choses savantes, que sais-je encore? Une folie rassurante. Ce Dictionnaire est un grenier d'abondance, une table des merveilles, avec ses rayons de miel, ses graines joyeuses, ses raisins de demoiselle et ses couilles à l'évêque. On y mange de la semelle, de la péteuse, de l'oreille de Parisien. On se torche la bouche avec un petit verre de râpé, de populo, de pisse-debout. On voit passer des taupes volantes, des alouettes lulu, des avocats du meunier qui, de leur branche, vous bercent à coups de «pleu-pleu» et de «plui-plui». C'est dément. »

Le succès du Dictionnaire amène Marcel Lachiver à participer à de nombreux salons littéraires.

### Outil de travail et œuvre mémorielle
Les qualités de l'ouvrage sont mises également en avant par les historiens dans leurs recensions. Jean-Marc Moriceau souligne l'importance de cette entreprise mémorielle d'un monde rural disparu devant la modernité ainsi que la variété du lexique réuni. Il conclut : « Cette somme apporte un outil indispensable à tous ceux qu’intéressent les sociétés rurales ».
Pour Andrée Corvol-Dessert , le Dictionnaire est aussi une œuvre mémorielle : « C'est un monde perdu qui n'avait rien d'enviable que ressuscite Marcel Lachiver, un monde dont nous avons suffisamment gommé les contraintes et les souffrances pour en éprouver de la nostalgie ». Gilbert Garrier est à l'unisson : « En l'état, donc, le Dictionnaire de Marcel Lachiver procure de grands bonheurs de contemplations, de lectures, comme de vérifications et surtout d'acquisitions de connaissances sur un monde que nous avons perdu mais dont la mémoire doit subsister, qu'elle soit nostalgique ou critique. ».
Gabriel Désert considère également que Marcel Lachiver a produit « une œuvre capitale autant qu'indispensable, un « outil de travail » que nul chercheur ne pourra ignorer, que toute bibliothèque publique digne de ce nom se devra de posséder ».

## Un ouvrage de référence
Effectivement, le  Dictionnaire du monde rural devient rapidement un ouvrage de référence, outil de travail qui « atteint le statut d’usuel, tel un Littré, un Larousse ou un Robert » et qu'on appelle familièrement « le Lachiver »,,.
Selon le journal Le Monde, le Dictionnaire du monde rural « est l'un des apports les plus originaux de Marcel Lachiver pour la connaissance d'un monde dont il avait su rester très proche » et constitue l'un des ouvrages qui « lui assurent bientôt une renommée internationale. ».
Marcel Lachiver lègue le fichier qu'il a constitué et qui est la base de son dictionnaire au Pôle rural de l'université de Caen, où il avait contribué à fonder la revue Histoire & Sociétés rurales. « Longtemps rangées dans une quarantaine de boîtes à chaussure, les fiches ont été reconditionnées dans un ancien meuble-tiroirs pour fiches bibliothèque ». À partir de ce corpus, le Pôle rural mène des projets lexicologiques, notamment autour de la chasse,.

## Éditions
- Marcel Lachiver, Dictionnaire du monde rural : Les mots du passé, Paris, Fayard, 1997, 1766 p. (ISBN 2-213-59587-9, lire en ligne)[1].
- Marcel Lachiver, Dictionnaire du monde rural : Les mots du passé, Paris, Fayard, coll. « Les indispensables de l'histoire », 2006, 1440 p. (ISBN 9782213631219, présentation en ligne, lire en ligne)[2].